# ‘Ounḏa Dâbali
‘Ounḏa Dâbali är en ö i Djibouti.   Den ligger i regionen Obock, i den nordöstra delen av landet, 100 km norr om huvudstaden Djibouti. Arean är 0,10 kvadratkilometer.
Terrängen på ‘Ounḏa Dâbali är mycket platt.